# خديجة بكر
خديجة بكر هي فنانة ومؤدية سورية كردية وكندية تعيش في مونتريال. يعكس عملها في الإعلام تجاربها الخاصة في النزوح القسري والصدمات، وقد عرضت عالميًا بما في ذلك في مؤسسة أتاسي في السركال، دبي، ترينالي اسطنبول الدولي الثالث، اسطنبول، تركيا؛ منتدى DocuAsia السادس، فانكوفر، كندا؛ المهرجان الدولي الثاني عشر لأفلام المنفى، جوتنبرج، السويد؛ مهرجان الفيديو الفوري السابع والعشرون، مرسيليا، فرنسا؛ المعرض الافتتاحي للفن السوري المعاصر، بيروت، لبنان؛ - مهرجان صور كونتاكت السابع عشر، تورنتو ، كندا؛ بينالي سيدني الثامن عشر ، أستراليا؛ مهرجان أوفتا السادس، مونتريال، كندا؛ المهرجان الدولي العاشر لسينما الشتات، تورنتو، كندا؛ معرض ألوان نيويورك، الولايات المتحدة الأمريكية؛ والمعرض الرسمي بمناسبة دور دمشق كعاصمة الثقافة العربية لليونسكو لعام 2008، دمشق، سوريا - وكذلك المعارض الجماعية في فيينا، النمسا؛ باريس، فرنسا؛ برلين، ألمانيا؛ نيودلهي، الهند؛ بيروت، لبنان؛ لندن، المملكة المتحدة؛ نيويورك وسان فرانسيسكو ، الولايات المتحدة الأمريكية. عرضت أيضًا محليًا في A Space Gallery ،Gallery 101 ،MAI (مونتريال، فنون بين الثقافات)، غاليري كاراش ماسون، معرض ستيوارت هول للفنون.

## تعليم
ولدت في عامودي، روج آفا، انتقلت إلى مونتريال في عام 2001 وحصلت على ماجستير في الإعلام المفتوح في الفنون الجميلة من جامعة كونكورديا.

## مسار مهني مسار وظيفي

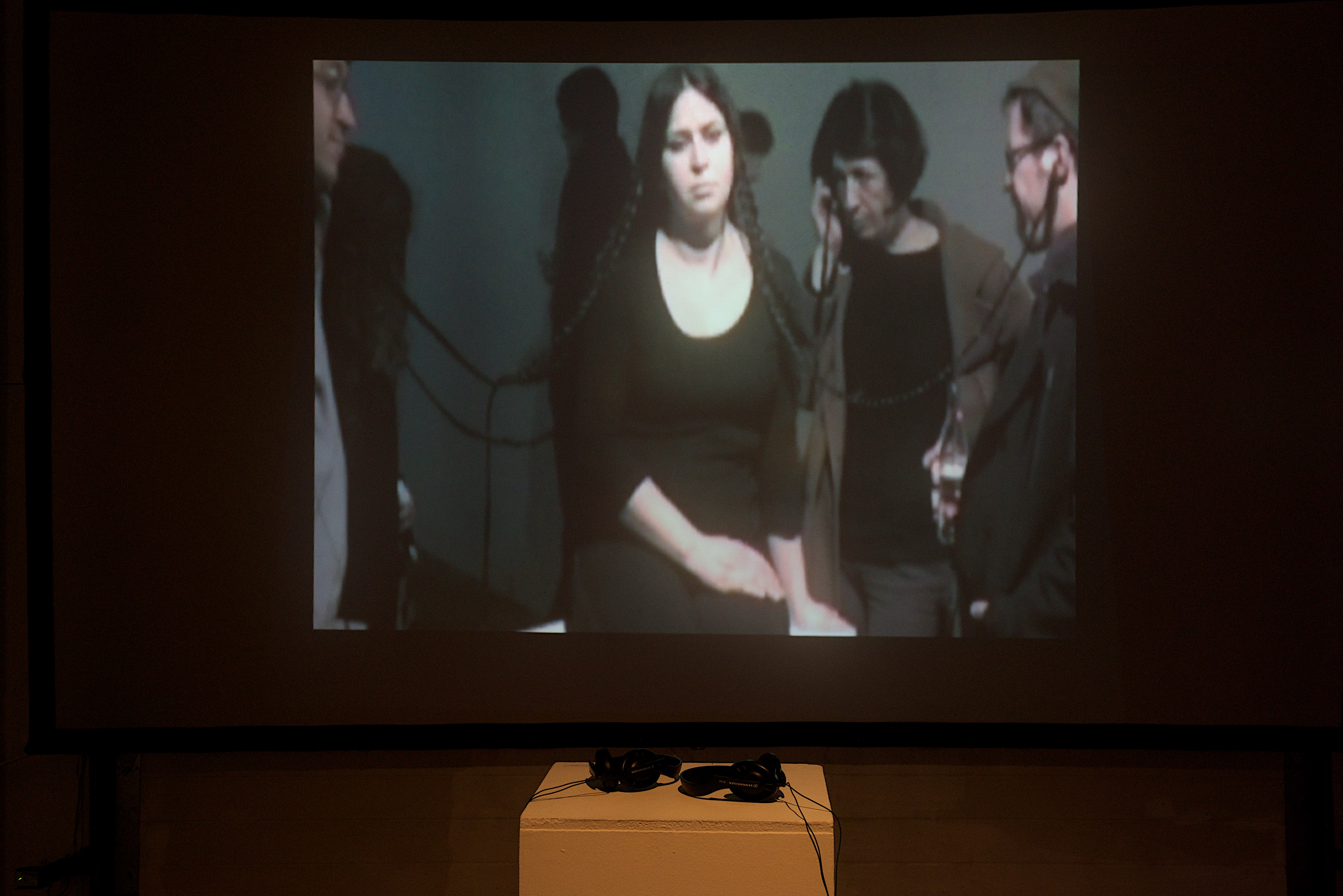
صورة ثابتة من معرض My Little Voice Can't Lie ، 2009

يجمع عملها بين النحت والصوت والمنسوجات والفيديو ، وهو مستوحى من تجربتها الحية مع الصدمات والنزوح القسري. تستخدم خديجة الفن لانتقاد معاملة الأكراد في سوريا. وقد فازت بجوائز تمويل من Conseil des Arts et des lettres du Québec والمجلس الكندي للفنون. عرضت محليا ودوليا بما في ذلك معرض Coffin Nest لعام 2009 في دمشق حول المقابر الجماعية في العراق، في بينالي سيدني الثامن عشر في عام 2012، وكذلك في أمستردام وبيروت وبرلين ولندن ولوس أنجلوس ومرسيليا ومونتريال ونيويورك. وباريس وروما وسان فرانسيسكو وسيول وطوكيو. الفنانة عضوة في مجموعة TASHT، التي أنشأت عام 2016، وهي جماعية تأتي في الأصل من الشرق الأوسط: حوريج أرمني من مواليد لبنان. خديجة كردية من سوريا. شهرزاد ايرانية. وكومرو كردي من تركيا. 1 بعد أن عشن في مناطق مضطربة قبل الوصول بكندا، ورثت جميع النساء الأربع ذكريات الفظائع من عائلاتهن، تمامًا كما عشن جميعًا في الحروب الأهلية والانقلابات العسكرية والثورات الدموية والقمع السياسي. هذه الذكريات الحية الموروثة والصعبة هي التي تشكل نسيج عملهم الفردي متعدد التخصصات والقماش الأوسع لعملهن الجماعي معًا.
فازت خديجة بجائزة التنوع الثقافي في الفنون البصرية في عام 2020. في عام 2018، استضاف معرض ستيوارت هول (بوانت كلير) مسارات الذي أنشأته مع الفنانين ليسيت يوسيليفيتز ودوروثي نواك. كما أقيم المعرض لاحقًا في Maison de la culture Mercier.
عُرضت لها قطعة فنية بعنوان معبر الطيور، تصور مزنة دريد، وامرأتين سوريتين مجهولتين، في Salle de diffusion de Parc-Extension في عام 2022.